# Iljušin Il-62
Iljušin Il-62 (V kódu NATO „Classic“) je sovětský úzkotrupý dopravní proudový letoun s dlouhým doletem z první poloviny šedesátých let 20. století. Jako nástupce populárního turbovrtulového letounu Il-18 s kapacitou téměř 200 cestujících a posádky byl Il-62 v době svého prvního letu v roce 1963 největším proudovým dopravním letadlem na světě. Šlo o jednu ze čtyř průkopnických konstrukcí s dlouhým doletem (mezi další patřily např. Boeing 707, Douglas DC-8 a Vickers VC10) a první takový typ, který provozoval Sovětský svaz a řada jeho spojenců.
Il-62 vstoupil do služeb Aeroflotu 15. září 1967 inauguračním letem z Moskvy do Montréalu a zůstal standardním sovětským a později ruským letadlem dlouhého doletu po několik desítek let. Jednalo se o první sovětské letadlo s přetlakovaným trupem nekruhového průřezu a ergonomickými dveřmi pro cestující. Také první sovětský proudový letoun se šesti sedadly v řadě vedle sebe (toto uspořádání sdílel s turbovrtulovým Tu-114) a pozičními světly dle mezinárodních standardů.
Více než 80 letounů bylo vyvezeno do více než 30 zemí a další byly pronajaty v sovětské sféře a několika západním leteckým společnostem. Varianta Il-62M se stala nejdéle sloužícím modelem ve své třídě dopravních letadel (průměrný věk letounů v provozu k roku 2016 je více než 32 let). Byly vyvinuty také speciální VIP (salon) verze a další upravené a používány jako vládní letouny asi ve 14 státech. Vzhledem k tomu, že je provoz ve srovnání s letadly novější generace nákladný, byl počet v provozu po Velké recesi v roce 2008 značně snížen. Mezi nástupce Il-62 patří širokotrupé Il-86 a Il-96, které však vznikly v mnohem menších počtech a žádný z nich nebyl ve velkém vyvážen.

## Historie

### Vývoj a výroba

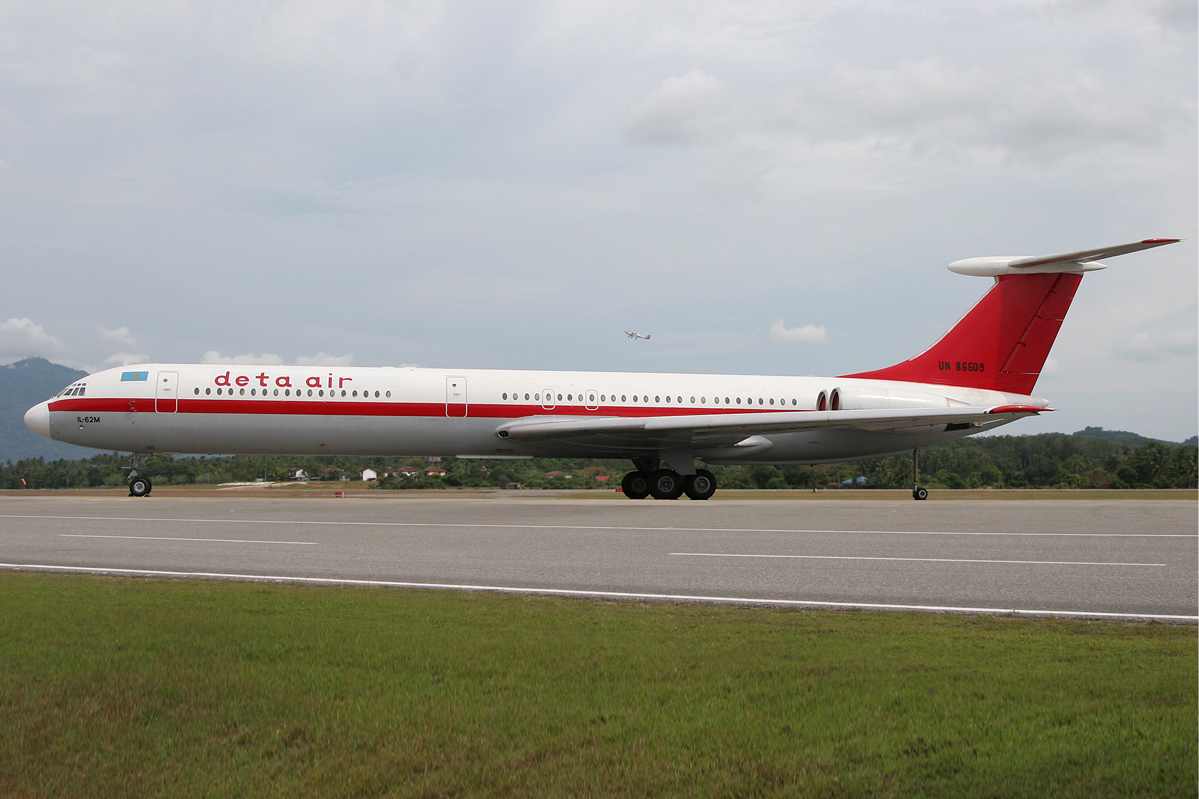
Il-62M Deta Air

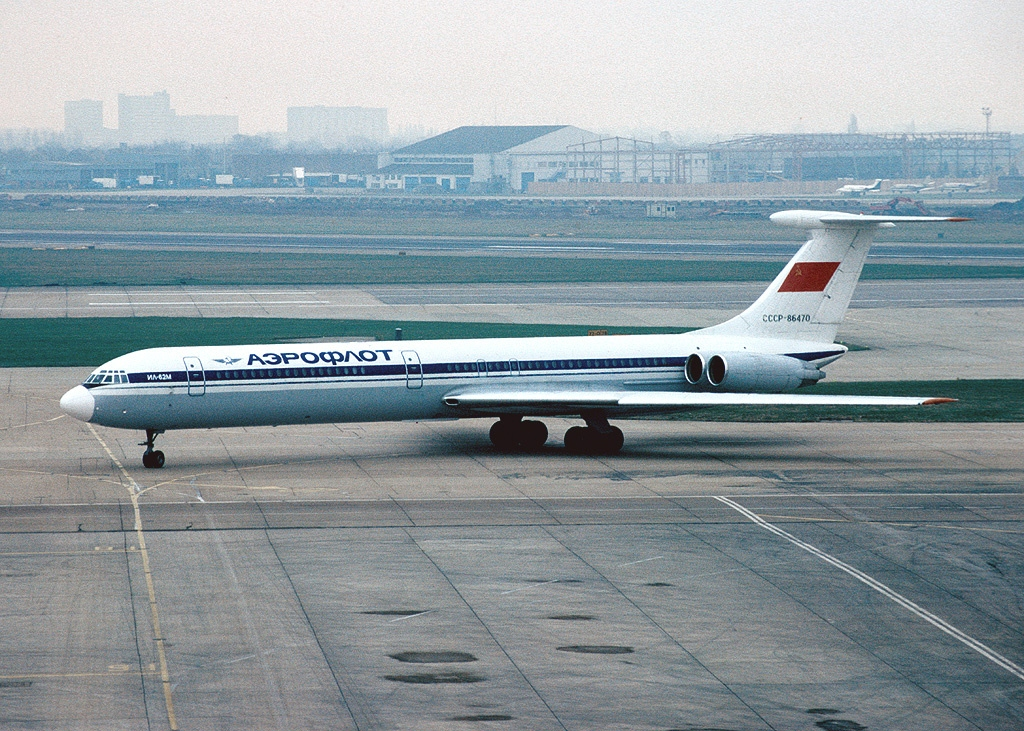
Iljušin Il-62M společnosti Aeroflot

Sergej Iljušin a jeho kancelář začal vyvíjet Il-62 na základě rozhodnutí Rady ministrů SSSR ze dne 26. února 1960 jako náhradu za dosluhující a již zastaralý turbovrtulový Tupolev Tu-114. Tehdejší vedení Aeroflotu potřebovalo nový letoun pro zabezpečení provozu svých dálkových linek. Hlavním požadavkem, který muselo letadlo splňovat, byl dolet bez mezipřistání kolem 7 700 km, při kapacitě minimálně 150 cestujících.
Koncepce Il-62 připomínala letoun Vickers VC10, tedy aerodynamicky čisté křídlo s 35° šípem, čtyři motory po dvojicích uchycené zboku na ocasní části trupu a ocasní plochy ve tvaru písmene T. Jako u letadla VC-10 bylo užito dvouštěrbinových vztlakových klapek, ale namísto slotů byl na křídle Il-62 užit tzv. „psí zub“, což je zalomení náběžné hrany křídla, které zlepšuje aerodynamické vlastnosti letounu při vzletu a přistání. Další výraznou odlišností je posun těžiště stroje dozadu, což si sice vyžádalo vysunovací čtvrtou podvozkovou nohu pod zádí, ale zásadně to zmenšilo rozměr ocasních ploch a spotřebu paliva. V důsledku toho je i ovládání výškovky mechanické, bez posilování, což je u letounu této velikosti ojedinělé. Iljušin je dálkový, výhradně civilní stroj s klasickou výbavou, který prodělal jedinou zásadní modernizaci, Vickers civilní/vojenský stroj pro střední tratě, se snahou o moderní, až průlomová technická řešení, a po celou dobu výroby se na něm prováděly technické úpravy.
První ze dvou prototypů Il-62 (výr. č. 30001) s registračním číslem СССР-06156 vzlétl 3. ledna 1963 s posádkou zalétávacího pilota V. K. Kokkinakiho a pilotem E. I Kuzněcovem. Byl poháněn čtveřicí proudových motorů Ljulka AL-7 každý o tahu 77,53 kN. Tyto starší motory nebyly určeny pro Il-62 – pro tento letoun byly vyvíjeny motory Kuzněcov NK-8-4, každý o tahu 103 kN, které v době zahájení letových zkoušek nebyly ještě dokončeny.
Dne 24. dubna 1964 byl zalétán druhý prototyp (30002, CCCP-06153) poháněný motory Mikulin AM-3M, které byly později nahrazeny pohonnými jednotkami NK-8-2.
V průběhu letových zkoušek se vyskytlo mnoho problémů hlavně v oblasti aerodynamiky, značný problém byl rovněž s vysokými vibracemi motorů. Řešení těchto problémů způsobilo značné zpoždění zahájení sériové výroby. Dne 25. února 1965 došlo během zkušebního programu k havárii prvního prototypu, kterému během vzletu vysadil jeden z motorů. Po tvrdém dosednutí došlo k narušení konstrukce a následnému požáru.
První předsériový stroj (30003, CCCP-06176) poprvé vzlétl v Žukovském 28. července 1965. Čtvrtý předsériový Il-62 (40004, CCCP-06170) byl použit k ověření avioniky a poté sešrotován. Pátý nelétající vyrobený kus posloužil ke statickým zkouškám ve vodní nádrži. Po dokončení předepsaných testů byl sešrotován také druhý prototyp. Výroba Il-62 začala ve výrobním závodě č. 22 v Kazani, odkud také z letiště Borisoglebskoje 13. února 1966 vzlétl první sériový Il-62 (50101, CCCP-86661). Proti prototypům měl odlišně tvarovaný kryt radiolokátoru na přídi, inovované koncové oblouky křídel a motory NK-8-4 s obraceči tahu.

## Popis
Iljušin Il-62 je čtyřmotorový, proudový, přetlakovaný, dolnoplošník celokovové skořepinové konstrukce s motory umístěnými vzadu na dvou sdružených motorových gondolách pod SOP tvaru T, vždy po dvou motorech na každé straně trupu. Konstrukce je tvořena převážně z hliníkových slitin a z části z oceli a titanu. Obsluhován je 5člennou posádkou a je určen pro max. 186 cestujících, nejčastější kombinace je pro 168 cestujících v konfiguraci 66 + 102. Letoun má dolet 8 700–9 200 km a cestovní rychlost 820 až 900 km/h ve výškách 10 až 12 km. Potřebná délka vzletové dráhy u hladiny moře ve standardní atmosféře je 3250 m, přistávací dráha 2800 m. Životnost letounu je propočtena na 30 000 letových hodin a počítá se s 7 000 až 8 000 přistáními.

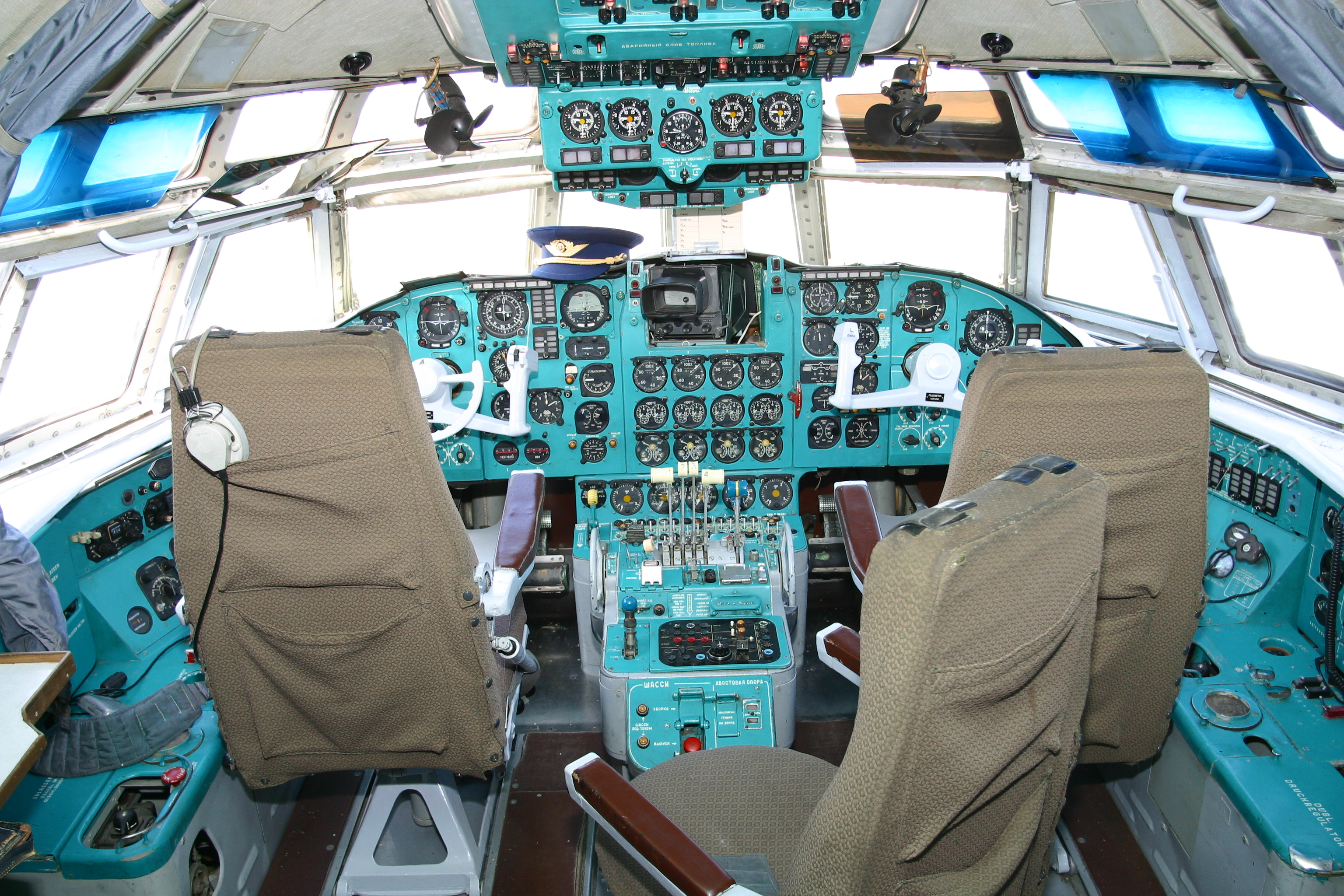
Kokpit
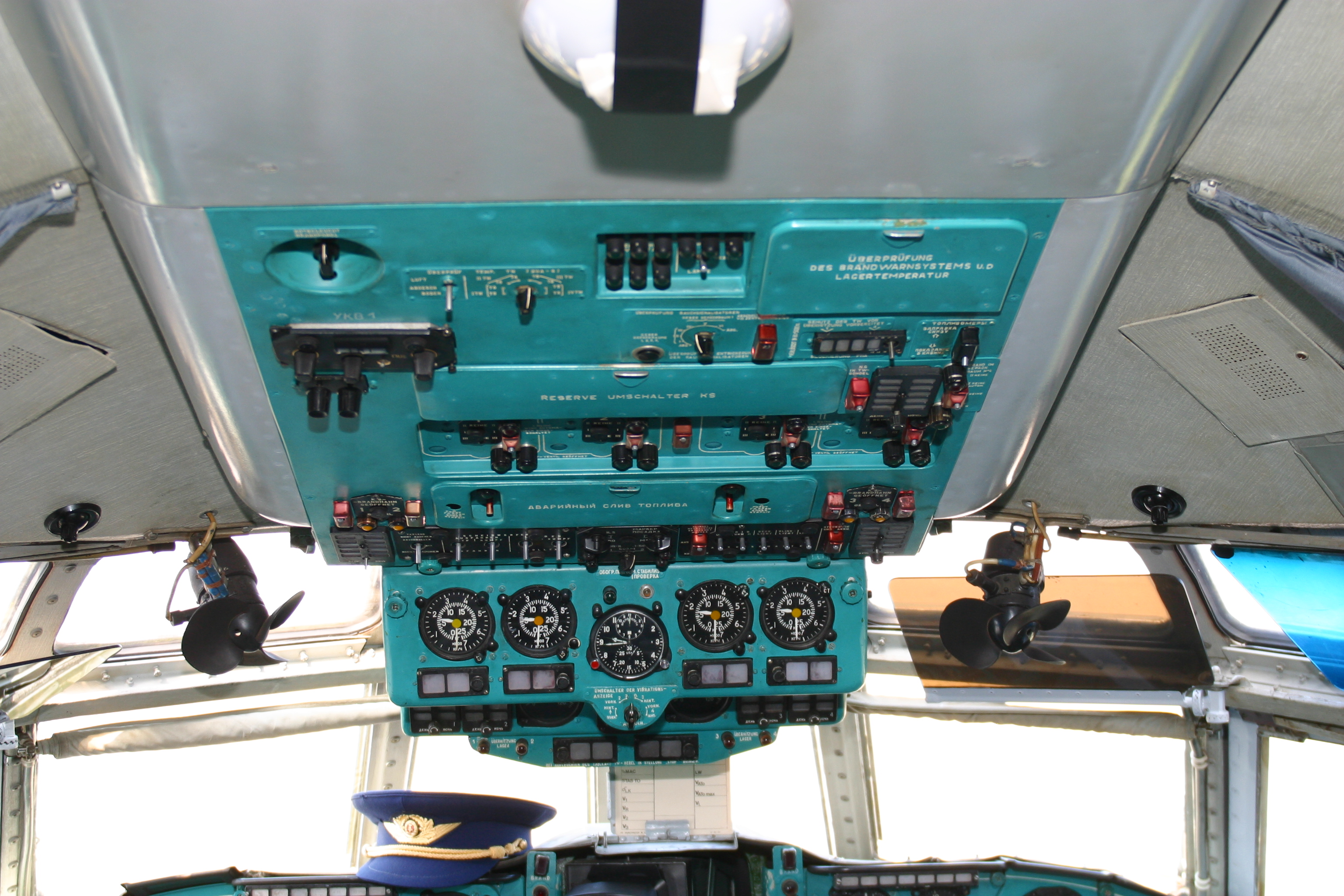
Panel nástrojů
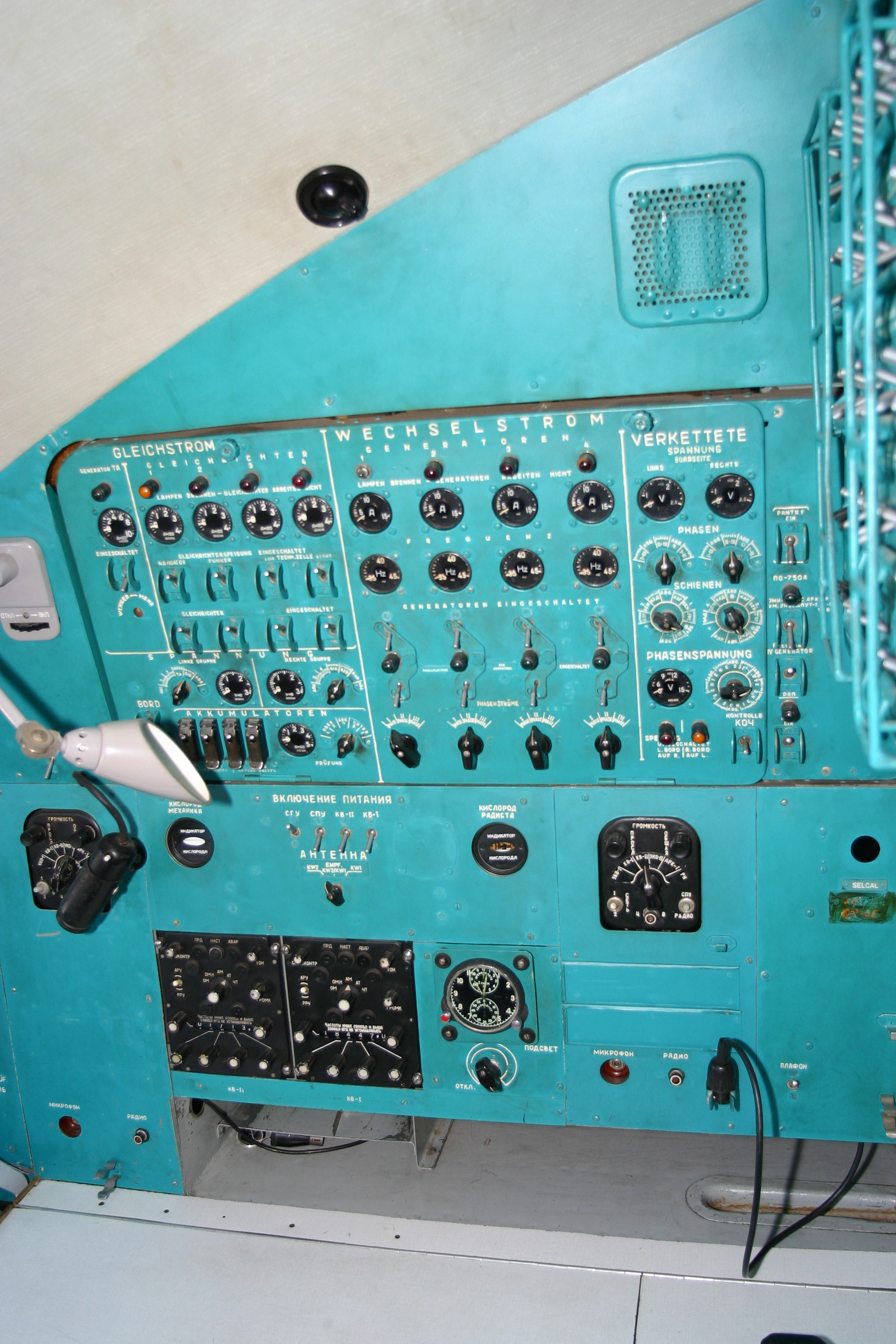
Panel nástrojů vpravo
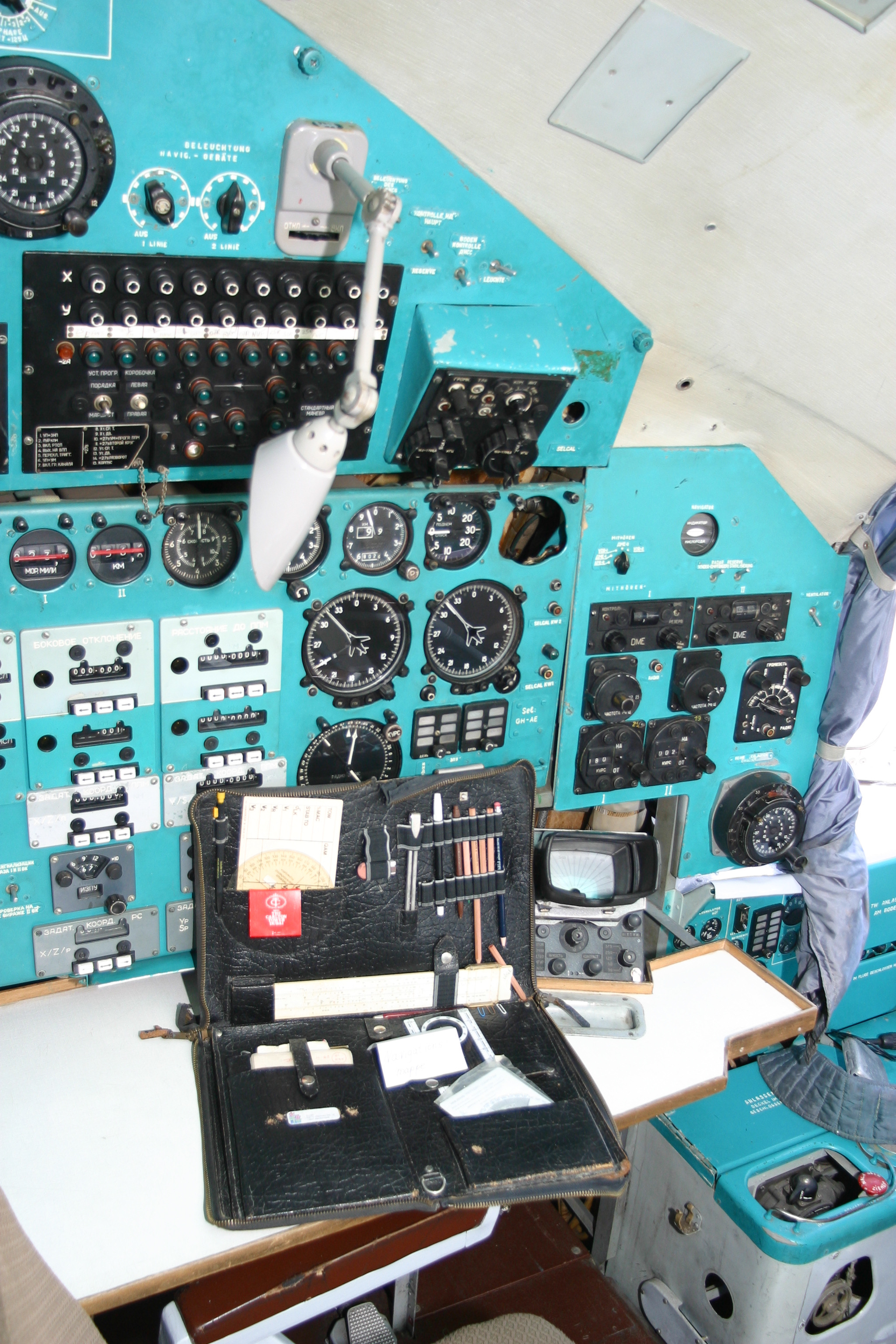
Panel nástrojů vlevo

## Varianty

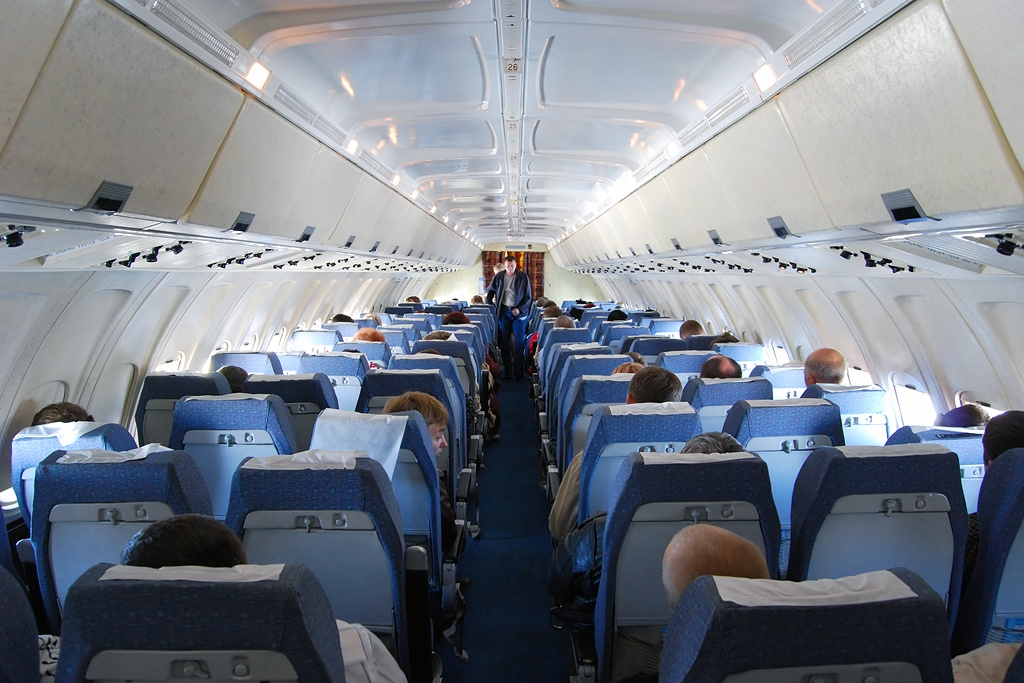
Kabina Il-62M

Il-62Původní verze poháněná čtyřmi dvouproudovými motory Kuzněcov NK-8 o tahu 23 150 lb (103,0 kN), s pětičlennou posádkou a kapacitou 186 cestujících.
Il-62MVylepšená verze poháněná motory Solovjov D-30KU o tahu 24 250 lb (107,9 kN), s pětičlennou posádkou a kapacitou 174 cestujících; vybavena kontejnerovanou bagáží, modifikovány byly spoilery křídla a upravený pilotní prostor plus zvýšená kapacita neseného paliva.
Il-62MKVerze středního doletu poháněná motory Solovjov D-30KU o tahu 24 250-lb (107,9 kN), s pětičlennou posádkou a kapacitou 195 cestujících, vybavena zesílenými křídly a podvozkem pro provoz při vyšších hmotnostech.
Il-62MGrNákladní verze odvozená z Il-62M

## Služba

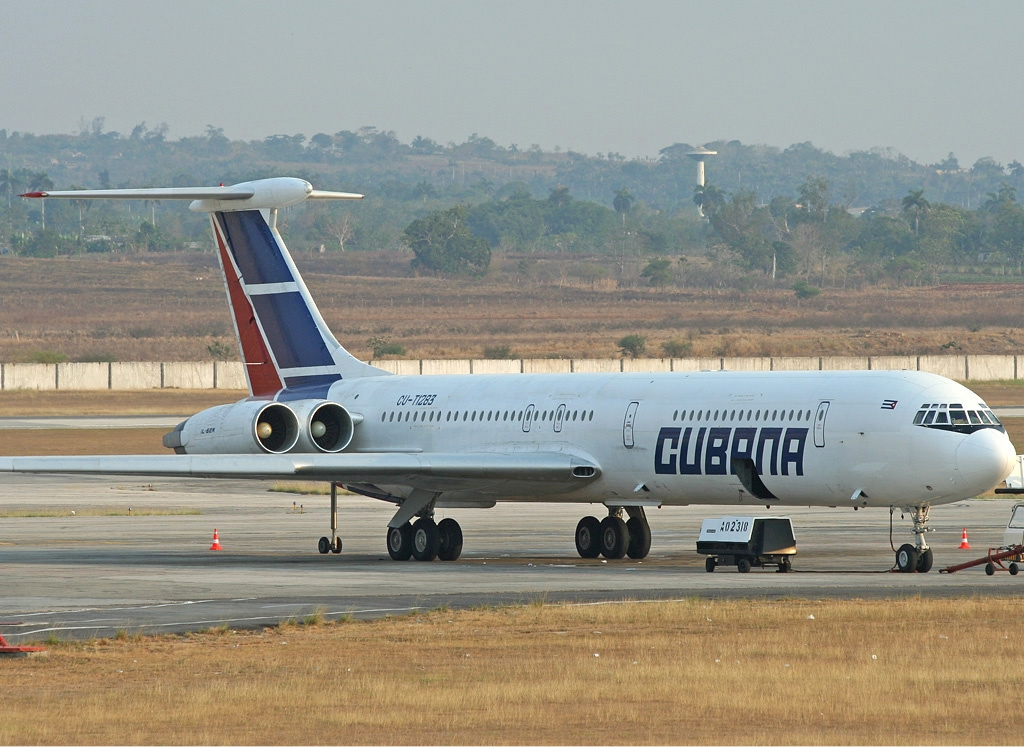
Cubana Il-62M

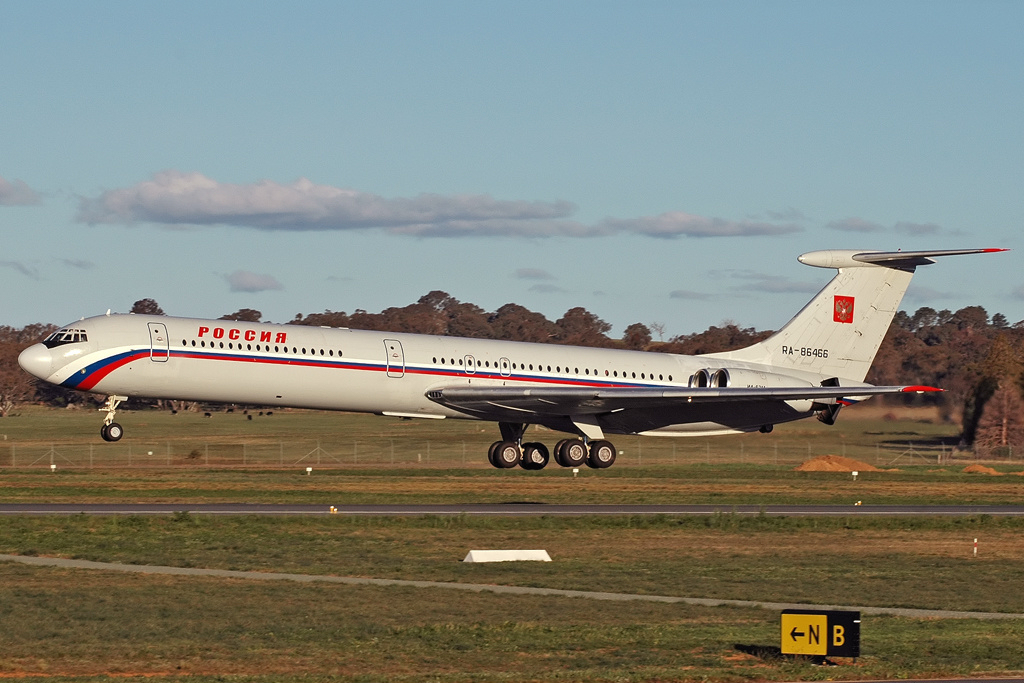
Rossiya Airlines Il-62M

Aeroflot převzal první letadlo v únoru 1967, 10. března 1967 byl Il-62 nasazen na pravidelné lety Aeroflotu a dopravoval poštu mezi Moskvou a Chabarovskem na ruském Dálném východě. S cestujícími na palubě vzlétl Il-62 poprvé na dálkové lince z Moskvy do Montrealu bez mezipřistání dne 15. září 1967 při příležitosti Světové výstavy. Do července 1968 se podílel na zabezpečení této pravidelné linky společně s turbovrtulovými Tupolevy Tu-114. Od července 1968 byla tato linka obsluhována výhradně Il-62 a prodloužena do New Yorku.
Il-62 se rychle „zabydloval“ na transatlantických letech Aeroflotu tak i na transsibiřských letech do Japonska. Společnost Aeroflot jej začala využívat pro své pravidelné lety do hlavních měst Evropy a na vnitrostátní lety z Moskvy do Chabarovska, Taškentu a Alma-Aty. Letoun Il-62 tak postupně nahrazoval turbovrtulové dálkové stroje Aeroflotu.
Na Mezinárodním letišti v Praze-Ruzyni poprvé přistál Il-62 reg.č. CCCP-86666 8. února 1967. Byl to předváděcí let z důvodu jednání o případném budoucím nákupu pro Československé aerolinie.
Dne 22. dubna 1970 převzala svůj první Il-62 (00702, DM-SEA) východoněmecká letecká společnost Interflug. Dodávací let z Moskvy na letiště Berlín-Schönefeld uskutečnila smíšená rusko-německá posádka. Následovaly dodávky tří exemplářů pro LOT, čínskou CAAC (5 kusů), Tarom (3), Cubana (2) atd. V květnu 1972 převzal první ze šesti pronajatých Il-62 EgyptAir.

### Modernizovaný Il-62M

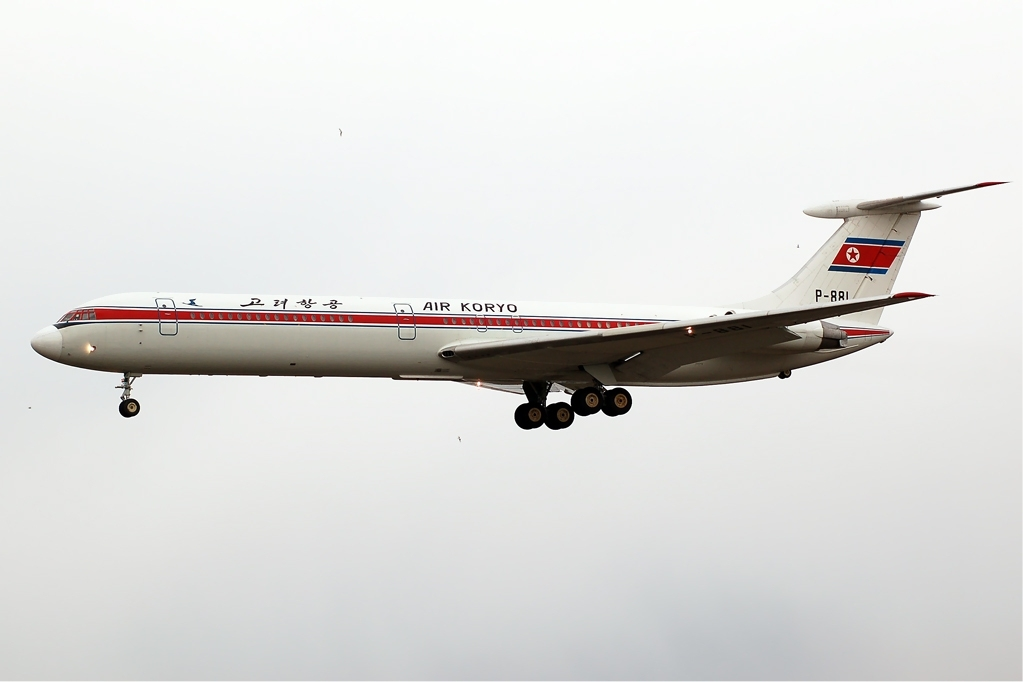
Iljušin Il-62 společnosti Air Koryo

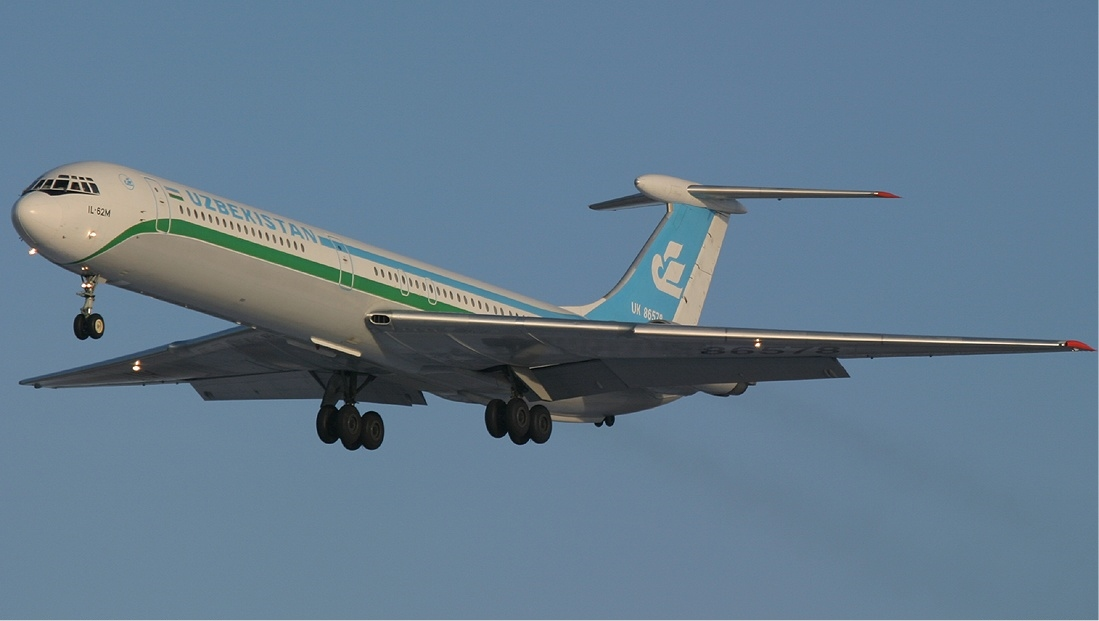
Uzbekistan Airways Il-62

Již od doby, kdy byl Il-62 zaveden do provozu se ukazovalo, že nepatří zrovna k nejekonomičtějším strojům a problémy byly rovněž s hlučností. Úspora paliva byla hlavním důvodem pro modernizaci Il-62, na níž se začalo poměrně intenzivně v konstrukční kanceláři S. V. Iljušina pracovat. Výsledkem byl první letoun Il-62M (70303, CCCP-86673) zalétaný 13. března 1969 posádkou velitele J. I. Vernikova, který se na veřejnosti poprvé představil na Aerosalonu v Paříži v roce 1971. První sériový Il-62M (00901, CCCP-86656) vzlétl s posádkou velitele B. V. Maškovceva 15. února 1972.
Iljušin Il-62M byl osazen čtyřmi novými, úspornějšími, proudovými motory Solovjov D-30KU (tak jako Tu-154M nebo Il-76), každý o tahu 112,8 kN. Vnější motory byly stejně jako u předchozího typu Il-62 vybaveny obraceči tahu – u Solověvů D-30KU byly použity nové mušlového tvaru, motory Kuzněcov NK-8-4 měly obraceče tahu kaskádové. Přidána byla rovněž palivová nádrž na 5000 litrů paliva, umístěna do SOP. Zdokonalena byla rovněž avionika aby odpovídala mezinárodním normám.
Díky úspornějším motorům a zvýšením zásoby paliva byl prodloužen dolet letounu na 10 300 km, zkrácena vzdálenost pro vzlet na 3000 m, zvýšena byla rovněž maximální vzletová hmotnost ze stávajících 162 000 kg na 165 000 kg. Poprvé byl Il-62M nasazen na tehdy nejdelší lince Aeroflotu z Moskvy do Havany v roce 1973, postupně byl nasazován na další dálkové linky Aeroflotu.
Prvním zahraničním dopravcem, užívajícím novou verzi, se stala v roce 1979 Cubana, poté ČSA, Interflug, LOT, Tarom a CAAC. Celkem bylo vyrobeno 292 kusů letadel Il-62 obou verzí, výroba strojů byla ukončena až roku 1999.

### Služba u ČSA

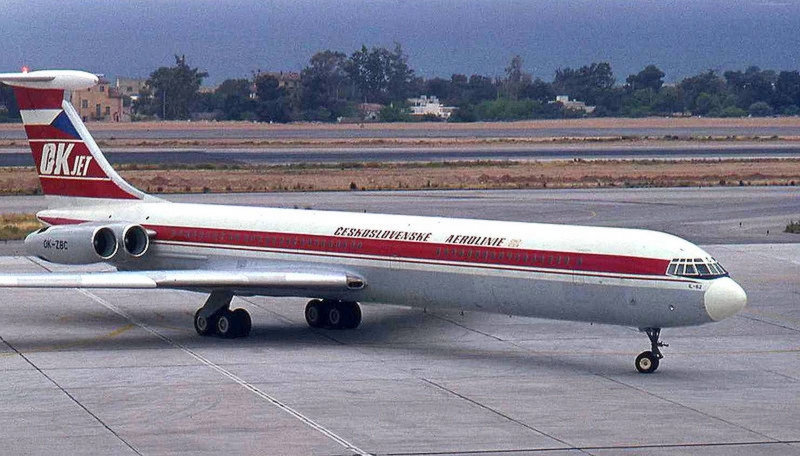
Iljušin Il-62 OK-ZBC Československých aerolinií v Athénách, 1972

V polovině 60. let byly Československé aerolinie velmi moderní leteckou společností, která na svých linkách provozovala letouny Avia Av-14 pro krátké, většinou vnitrostátní tratě. Pro linky do Západní Evropy, především do Bruselu, Paříže, Frankfurtu či do skandinávských zemí, využívala typ Tupolev Tu-124. Na dálkové linky byly nasazovány letouny Iljušin Il-18 a Tupolev Tu-104, který byl upřednostňován. Jedinou linkou přes Atlantský oceán byla linka Praha–Havana. Provoz linky byl zahájen 3. února 1962. Touto linkou Československé aerolinie poprvé pokořily Atlantský oceán. Provoz linky byl zprvu obsluhován letadlem Bristol Britannia 318 imatrikulace OK-MBA a OK-MBB. Linka měla mezipřistání v Berlíně, irském Shannonu a kanadském Ganderu. Později byla linka obsluhována také Iljušiny Il-18D. Přepravovat cestující přes Atlantik turbovrtulovými letadly bylo v 60. letech už nemoderní. Tehdejší vedení se začalo poohlížet po dálkových proudových letadlech, kterými by mohli ČSA létat přes oceán modernějším způsobem a zajistit plánované rozšíření linek ČSA do USA a Kanady.
Ve hře byla letadla Boeing 707, Douglas DC-8 a Vickers VC10 Se společností Vickers byla jednání už tak daleko, že byly vybrány posádky pro školení na typ VC-10 a byla připravována dokumentace. Politická situace po 21. srpnu 1968 však definitivně rozhodla o nákupu sovětských Il-62.
První letadlo Il-62, které si ČSA pronajaly od Aeroflotu, neslo imatrikulaci CCCP-8665. Aerolinie ho ihned nasadily na linky do zemí Dálného východu, například z Prahy do kambodžského Phnomphenu, a na linku ČSA z Prahy-Ruzyně na londýnské letiště Heathrow. Měl zbarvení Aeroflotu a ČSA jej užívalo od dubna 1968 do července 1969. Celkem si ČSA pronajaly od Aeroflotu 6 letadel. Poslední stroj vrátily Aeroflotu v říjnu 1969, kdy obdržely první stroj vyrobený přímo pro ČSA.
Prvním strojem, který přibyl do letadlové flotily Československých aerolinií, byl letoun s imatrikulací OK-YBA (výr.č. 90602). Aerolinky jej převzaly 29. října 1969 a dostal jméno Praha. Dodání vlastních Il-62 umožnilo otevření dálkových linek do New Yorku a Montrealu, což byl také první let ČSA, kde se nový Il-62 v barvách aerolinek objevil. Linka Praha–New York s mezipřistáním v Montrealu byla zahájena dne 4. května 1970. Další stroje následovaly a celkem jich Československé aerolinie odebraly 15 strojů Il-62 (z toho 6 modernizovaných Il-62M).
Údržba včetně generálních revizí byla prováděna kompletně v ČSA. OKB Iljušina z důvodů kvalitní údržby povolila strojům servisovaných a provozovaných v Československu dvojnásobné resursy než u strojů servisovaných a provozovaných v Sovětském svazu.
Přehled Il-62 Il-62M používaných u ČSA:
| Registrace | Název             | Sedadel | Doba provozu | Poznámky |
| ---------- | ----------------- | ------- | ------------ | --- |
| OK-YBA     | „Praha“           | 174     | 1969–1987    | dodáno 29. 10. 1969, vyřazeno 4. 9. 1987, převezeno na Rozkoš 5. 9. 1988, sešrotováno 22. 8. 1994.            |
| OK-YBB     | „Bratislava“      | 174     | 1969–1983    | dodáno 28. 11. 1969, vyřazeno 5. 9. 1983, likvidace zkouškou Semtexu.                                         |
| OK-ZBC     | „Vítkovice“       | 174     | 1970–1984    | dodáno 12.04.1970, vyřazeno 28.09.1984, sešrotováno září 1990.                                                |
| OK-ABD     | „VSŽ Košice“      | 174     | 1971–1986    | dodáno 12.03.1971, vyřazeno 30.08.1986, přemístěno do Lípy jako restaurace, sešrotováno 1991.                 |
| OK-DBE     | „Brno“            | 174     | 1973–1988    | dodáno 23.08.1973, vyřazeno prosinec 1988, sešrotováno 1992 v Praze za pomoci velkorypadla.                   |
| OK-DBF     | „Brno Trade Fair“ | 174     | 1973–1975    | dodáno 17.09.1973, zničeno katastrofou u syrského Damašku 20. srpna 1975 – viz Let ČSA 540.                   |
| OK-EBG     | „Banská Bystrica“ | 174     | 1974–1991    | dodáno 7.03.1974, vyřazeno a přelet do Laurinburg/Maxton 25.11.1991.                                          |
| OK-GBH     | „Ústí nad Labem“  | 174     | 1976–1991    | dodáno 23.12.1976, od 1996 u Georgia Air Prague, později IDG Tech. Airlines, nyní rest. Rakousko.             |
| OK-FBF     | –                 | 174     | 1981–1991    | původně CSG OK-BYV 05.08.1981 pak Espe Air březen 1993 pak Georgia Air Prague 28.11.93 nyní Hatě, restaurace. |

### Il-62M
| Registrace | Název              | Sedadel | Doba provozu | Poznámky |
| ---------- | ------------------ | ------- | ------------ | --- |
| OK-JBI     | „Plzeň“            | 174     | 1979–1994    | dodáno 31.05.1979, vyřazeno říjen 1994, prodáno do Ruska 1997.                                                  |
| OK-JBJ     | „Hradec Králové“   | 174     | 1979–1994    | dodáno 10.10.1979, pronajato Malevu HA-LIA červenec–září 1991, 1998 prodáno.                                    |
| OK-KBK     | „České Budějovice“ | 174     | 1980–1992    | |
| OK-OBL     | „Ostrava“          | 174     | 1984–1994    | dodáno 23.11.1984, poslední let ČSA 29. října 1994 na lince Brusel–Praha, prodáno dne 30.06.1998.               |
| OK-PBM     | „Bratislava“       | 174     | 1985–1994    | dodáno 23.03.1985, vyřazeno říjen 1994, prodáno do Ruska 12.02.1996.                                            |
| OK-KBN     | –                  | 174     | 1986–1993    | převedeno od Federálního ministerstva vnitra, kde bylo registrováno OK-BYW, 01.12.1986, sešrotováno leden 1997. |

Il-62 postupně nahradily ostatní dálkové stroje ČSA a staly se tak dominantním a prakticky jediným typem na dálkových linkách Československých aerolinií. Il-62 v barvách ČSA nebo ministerstva vnitra navštívily prakticky všechny kontinenty objevily se například v Mexiku, Luandě nebo byly tímto letadlem přepravováni vojáci OSN na Fidži. Tento typ byl využíván i na charterové lety do konce 80. let především do bulharského Burgasu či rumunské Konstanty. Po změně režimu pak byly tyto letní destinace rozšířeny o Řecko, Itálii, Španělsko, Tunisko nebo Turecko.
V průběhu služby u ČSA neměly stroje Il-62 a Il-62M závažnější problémy (kromě tragické havárie OK-DBF v roce 1975), služeb těchto strojů využívaly ČSA více než 25 let. Jediné letadlo tohoto typu na českém území, OK-FBF, je k vidění na Hatích, kde slouží jako restaurace.

### Vládní Il-62
Celkem 4 stroje (1× Il-62 a 3x Il-62M) byly létány ve službách Státního leteckého útvaru Ministerstva vnitra ČSSR.
- IL-62 OK-BYV byl vládní letce dodán v prosinci 1974, od 5. srpna 1981 ve službách ČSA, kde dostal novou imatrikulaci OK-FBF a dnes je z něj restaurace na Hatích (viz níže přehled ČSA a článek Restaurace z vyřazených dopravních letadel).
- IL-62M OK-BYW dodán 31. října 1980, od 1. prosince 1986 u ČSA, přeregistrován na OK-KBN, v lednu 1997 vyřazen a sešrotován.
- Il-62M OK-BYZ dodán 17. července 1986, následně 6. září 1993 pronajat Ensor Air, již 18. října 1993 pro neplacení poplatků zabaven v Londýně a teprve v dubnu byl 1994 zpět v Praze, v říjnu 1994 prodán do Ruska jako RA-86590. Stroj pod touto imatrikulací dosud létá u letecké společnosti Mavial – Magadan Airlines.
- Il-62M OK-BYV dodán 23. prosince 1988, následně od roku 1992 pronajat GEORGIA AIR, od roku 1997 do 2001 odstaven na Ruzyni (pouze 26. prosince 2000 je proveden zálet Praha-Brno-Ostrava a zpět  Archivováno 9. 4. 2009 na Wayback Machine.), (4?)6.8.2001 opouští jako poslední létající Il-62 území ČR, dnes létá pod imatrikulací RA-86945 v Rusku jako nákladní u KAPO Aviakompania.

Poznámka: při dělení majetku po rozpadu ČSFR v roce 1993 byly ve službách vlády stroje Il-62M OK-BYZ a Il-62M OK-BYV. Slovensko o tento typ stroje nemělo zájem, oba tedy zůstaly v ČR.

## Nehody a incidenty
Od zahájení svého provozu v roce 1967 měl tento letoun cca 25 havárií způsobených různými vlivy. Za dobu, kdy Il-62 sloužil u Československých aerolinií, se stala prakticky jediná vážná nehoda tohoto letounu.
Letadlo Il-62 reg. značky OK-DBF Brno Trade Fair letící dne 19. srpna 1975 na lince OK540 Praha – Damašek – Bagdád – Teherán narazilo ve 22:13 GMT při přiblížení na letiště v Damašku do písečné duny. Letadlo dopadlo cca 16 km severozápadně od mezinárodního letiště v Damašku, následnou destrukcí a požárem byl letoun zcela zničen. Při katastrofě zemřelo 115 ze 117 cestujících a všech 11 členů posádky. Zničení Il-62 OK-DBF je nejzávažnější a nejtragičtější leteckou nehodou v historii Československých aerolinií.

## Specifikace (Il-62M)

### Technické údaje
- Posádka: 3 až 5 (kapitán, první důstojník a letecký inženýr plus volitelně navigátor a rádiový důstojník na dlouhých zámořských a/nebo VIP službách podle požadavků provozovatele) a čtyř až osmičlenný palubní průvodčí podle požadavků provozovatele)
- Kapacita: 168-186 cestujících
- Délka: 63,12 m
- Rozpětí: 43,20 m
- Výška: 12,35 m
- Průměr trupu: 3,76 m
- Plocha křídel: 279,55 m²
- Prázdná hmotnost: 71 600 kg
- Maximální vzletová hmotnost: 165 000 kg
- Maximální kapacita paliva: 105,300 l
- Pohonná jednotka: 4× dvouproudový motor Solovjov D-30KU
- Tah pohonné jednotky: 107,9 kN

### Výkony
- Maximální rychlost: 900 km/h
- Dolet: 10 000 km (5 400 nmi, 6 215 mi) s nákladem 10 000 kg
- Dostup: 12 000 m
- Stoupavost: 18 m/s